# Nectandra sordida
Nectandra sordida là một loài thực vật thuộc họ Lauraceae. Đây là loài đặc hữu của Bolivia và Peru. Chúng hiện đang bị đe dọa vì mất môi trường sống.